# Краснопільська селищна територіальна громада
Краснопільська селищна територіальна громада — територіальна громада в Україні, у Сумському районі Сумської області. Адміністративний центр — селище Краснопілля.
Площа громади — 555,5 км², населення — 16 044 мешканці (2018) (без Тур'янської сільради).
Утворена 23 грудня 2016 року шляхом об'єднання Краснопільської, Угроїдської селищних рад та Осоївської, Самотоївської, Хмелівської, Чернеччинської сільських рад Краснопільського району.
14 березня 2018 року внаслідок добровільного приєднання до громади приєдналася Тур'янська сільська рада.
19 липня 2020 року, в результаті адміністративно-територіальної реформи та ліквідації Краснопільського району, громада увійшла до складу новоутвореного Сумського району.

## Населені пункти
До складу громади входять 5 селищ (Краснопілля, Майське, Миропільське, Михайлівське, Угроїди) і 38 сіл:
- Бранцівка
- Верхня Пожня
- Веселе
- Виднівка
- Високе
- Воропай
- Гапонівка
- Глибне
- Грабовське
- Думівка
- Земляне
- Лісне
- Лозове
- Мар'їне
- Марченки
- Мезенівка
- Михайлівка
- Мозкове
- Наумівка
- Новодмитрівка
- Новоолександрівка
- Окіп
- Осоївка
- Петрушівка
- Покровка
- Попівка
- Порозок
- Проходи
- Рясне
- Самотоївка
- Славгород
- Степок
- Таратутине
- Тур'я
- Хвойне
- Хмелівка
- Чернеччина
- Ясенок